# Спідвей

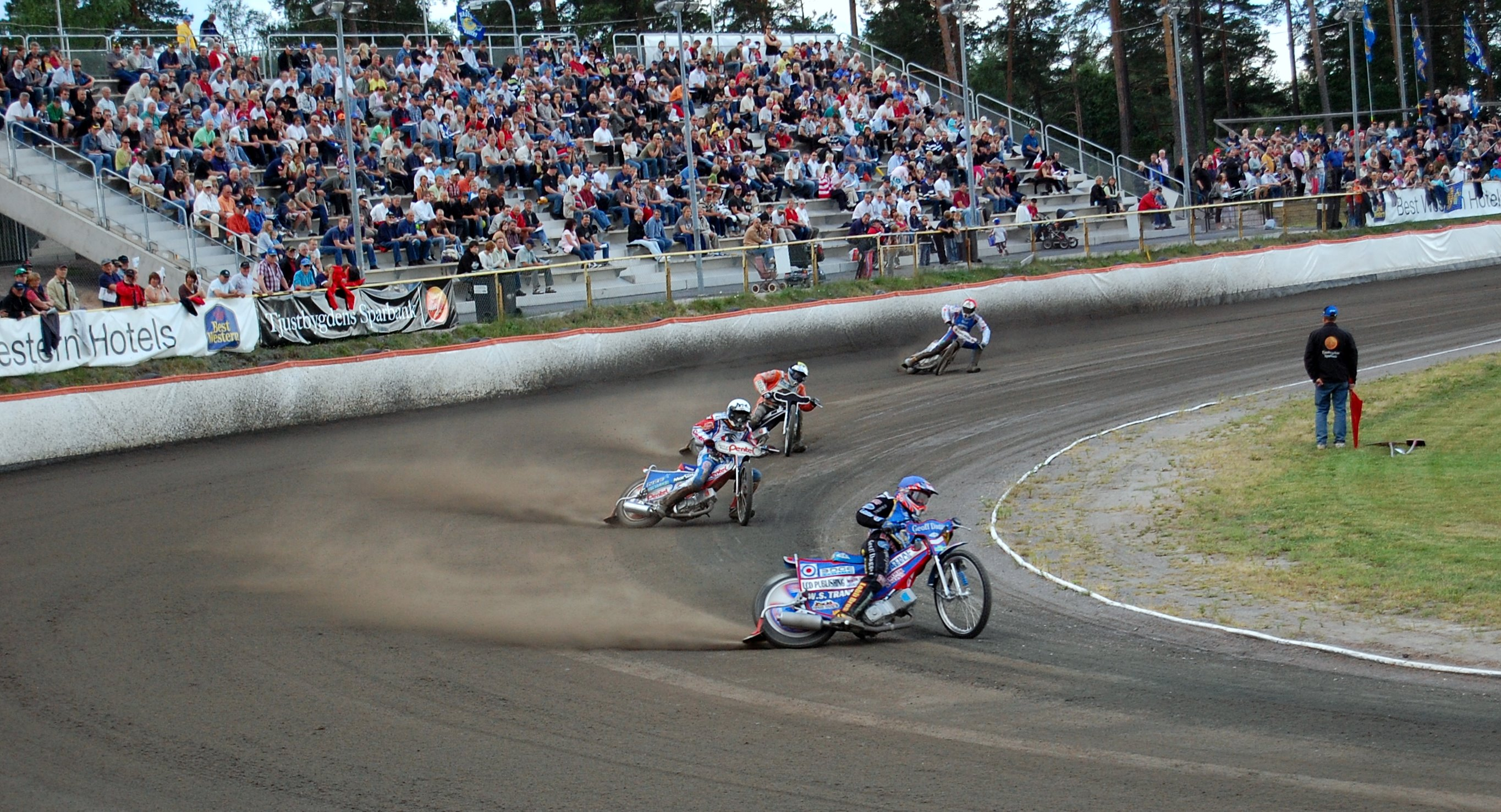
Вхід у віраж

Спідве́й (від англ. speed («швидкість») та way («дорога»), в Польщі — «жужель», в Чехії — «плоха драга») — мотоциклетні перегони на трасах, схожих за формою на еліпс, одна з дисциплін автоспорту. На спідвеї учасники змагаються в т. зв заїздах, кількість яких залежить від виду змагань (наприклад, в індивідуальних змаганнях - мінімум 20 заїздів, у матчі ліги між 2 командами - 15 заїздів, у парних змаганнях - 21 заїзд). Під час заїзду учасники роблять чотири повних кола траси, завжди йдучи проти годинникової стрілки (загально кажучи: «наліво»). Доріжки, які використовуються для змагань зі спідвею, мають насипне покриття, нині виготовлене зі спеціальних сумішей сієніту або граніту. Мотоцикли для спідвею мають особливу конструкцію, і напр. у них немає ні коробки передач, ні гальм. Цей вид спорту популярний переважно в Європі, зокрема в Польщі, Великій Британії, Данії, Швеції (донедавна також у Чехії, а раніше в Чехословаччині), меншою мірою в інших країнах Європи, тобто в Німеччині, Фінляндія, Словенія, Угорщина, Італія, Латвія, Україна, Франція, Норвегія, Австрія, Нідерланди, Словаччина, Румунія, Болгарія та Хорватія, тобто де є хоча б одна активна траса для занять цією дисципліною. За межами Європи популярна (точніше: практикована) дисципліна в основному в Австралії, Новій Зеландії та Сполучених Штатах, регулярні змагання також проводяться в Аргентині.

## Історія

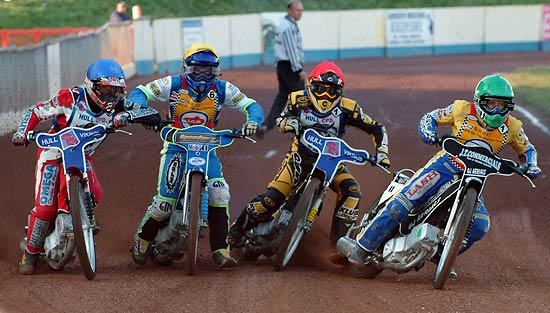
Старт

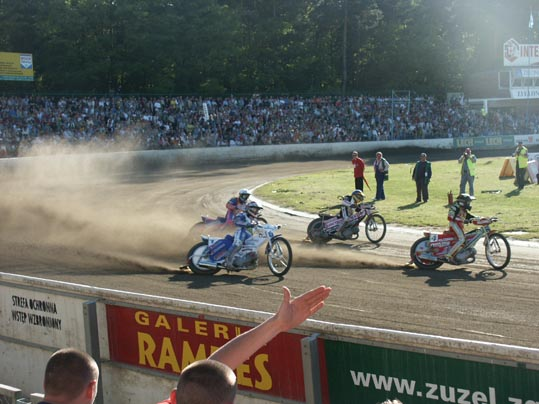
Спідвей гонка

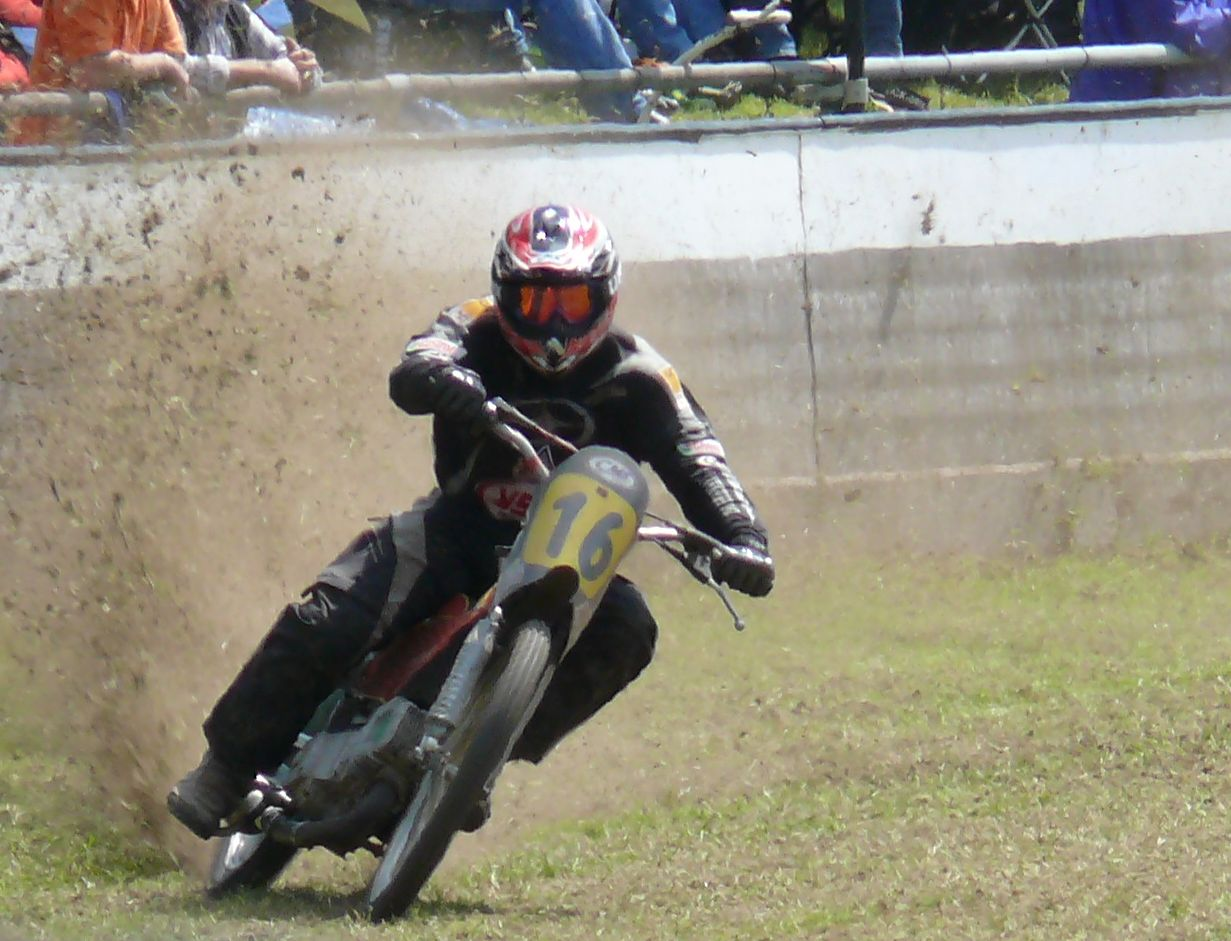
Спідвей на траві

Різні джерела повідомляють, що вже на початку ХХ століття в різних країнах намагалися проводити мотогонки на коротких доріжках з твердим і м’яким покриттям. Наприклад, такі змагання відбулися в 1907 році в Пітермаріцбурзі (ПАР). У кінці першого десятиліття XX століття в США були дуже популярні спочатку гонки на дерев’яних треках, а потім, після того як декілька мотоциклів впали з трека в публіку — на іподромах завдовжки від 880 ярдів до 1 милі (близько 800-1600 метрів), які отримали назву «дьорт-трек» (англ. dirt-track). У 1913 році змагання на дьорт-треку почали проводити і в Канаді.

### Офіційний старт
Офіційним роком народження спідвею прийнято вважати 1923-й. Того року в австралійському містечку Вест-Майтланд, розташованому поблизу Сіднея, з’явився якийсь Джон Хоскінс. Йому йшов 31-й рік, і він безуспішно намагався знайти роботу. За рекомендацією старих друзів Хоскінс влаштувався працювати секретарем у сільськогосподарське об’єднання. Його службова діяльність була пов’язана з роз’їздами, тож Хоскинс отримав у своє розпорядження мотоцикл, який одразу ж йому сподобався і зіграв вирішальну роль у його подальшому житті. У Вест-Майтланді не було зручнішого місця для швидкісної їзди на мотоциклі, ніж кінний іподром, де шефи сільськогосподарського об’єднання влаштовували перегони. Завдяки ентузіазму і наполегливості йому вдалося організувати групу однодумців для проведення мотогонок.
В один з недільних днів вони влаштували пробні заїзди. Ревіння моторів заглушило звуки органу в церкві, розташованій недалеко від іподрому, в якій саме проходило богослужіння, і натовп людей кинувся на іподром. Джон Хоскінс думав, що його розірвуть, але видовище сподобалося, і йому доручили до щорічного дня кінних змагань 15 грудня 1923 року організувати і мотогонки. Виступати на іподромі завдовжки 1/3 милі (близько 536 м) погодилося 60 гонщиків, в кожному заїзді стартувало по шість гонщиків. Успіх змагань, названих «спідвейними гонками» (назву незабаром скоротили до одного слова — «спідвей»), перевершив всі очікування. Цю дату прийнято вважати днем народження спідвею.

### Правила
Специфіка гонок поступово призвела до створення правил їх проведення. А в організаторів перших гонок не обійшлося без промахів. Наприклад, єдиною умовою гонок була заборона гонщикам знімати ноги з підніжок. Вже в першому ж заїзді шість його учасників майже одночасно влетіли в перший поворот, нахилили свої мотоцикли і всі шість впали. Причиною цього групового падіння стали ліві підніжки: на повороті вони встромлялися в трек, і мотоцикли перекинулися. Після цього було вирішено: зняти підніжки з лівого боку мотоцикла, а дію лівої ноги гонщика не контролювати. Цілком природно, що на повороті вона почала відкидатися назад або ковзати по ґрунту. Це, у свою чергу, привело до появи на лівій нозі гонщика сталевого черевика з гладкою підошвою. Виникли два стилі їзди на поворотах: з лівою ногою, відтягнутою назад — спосіб «ліг трейлінг» і з лівою ногою, яка висунута вперед і ковзає по ґрунту — спосіб «фут форверт». Усе частіше організатори почали застосовувати твердіші, ніж трав'яний дерен, покриття: пісок, шлак, а то і просто — землю. 

### Перші змагання
Почали проводитися змагання в Аделаїді, Перті і Сіднеї. Серед учасників цих гонок були і спортсмени, уродженці Англії, які згодом занесли цей спорт і на Британські острови. Перша гонка в Англії відбулася 19 лютого 1928 року на треку «Кінгс Оук» в Гань Біч недалеко від Еппінга (30 миль на південь від Лондона). На відміну від Австралії, найбільшу популярність на Британських островах отримали насамперед змагання команд і поєдинки двох гонщиків. У 1929 році в Англії вперше у світі з’явилася командна ліга. А через рік на стадіоні «Вімблдон» відбувся перший міжнародний матч між збірними Англії і Австралії: у присутності 30 тисяч глядачів перемогли родоначальники спідвею — 35:17.

### Континентальна Європа
У 1929 році спідвей перебрався і на європейський континент. Було побудовано два треки в Іспанії: у Мадриді і Барселоні. У 1929 році відбувся і перший розіграш знаменитого «Золотого шолому Чехословаччини». У 1930 році спідвей дебютував в Польщі, а в 1932 році — у Німеччині. Перша ж спроба організувати змагання по спідвею в Швеції, зроблена в 1934 році, закінчилася невдачею: незабаром після дебюту з’явилося розпорядження влади про заборону гонок, як занадто небезпечних...
Нарешті в 1936 році МФМК (Міжнародною федерацією мотоциклетних клубів), попередником нинішнього МФМ (Міжнародної федерації мотоспорту), був проведений перший офіційний чемпіонат світу (справа в тому, що в 1931—1934 роках Французька мотоциклетна федерація в Парижі на стадіоні «Буффало» проводила змагання, які організатори без згоди МФМК називали «чемпіонатами світу»), з тією лише різницею, що були введені додаткові очки, які нараховувалися гонщикам за результати, показані ними у відбіркових гонках.
У першому особистому чемпіонаті світу брали участь 63 гонщики: 35 англійців, 11 австралійців, по троє представників Данії і США, по два — Іспанії, Румунії, Німеччині і Швеції, по одному — ПАР, Канади і Нової Зеландії. У фінал, який відбувся 10 вересня на «Уемблі», потрапили десять англійців, чотири австралійці, два американці і данець Моріан Гансен. Завдяки додатковим очкам, першим чемпіоном світу став не австралієць Блю Вілкінсон, що виграв усі п’ять заїздів, а його співвітчизник Лайонел ван Прааг, що набрав у фіналі 14 очок, але мав після відбіркових змагань на два очки більше, ніж Вілкінсон.

## В Україні
Перші змагання зі спідвею в Україні відбулися зовсім не там, де цей вид спорту потім почав бурхливо розвиватися (термін спідвей увійшов у користування у 60-х роках, а на зорі його появи в СРСР він називався так - мотогонки по гаревій доріжці). Офіційною датою початку їх проведення вважається 24 квітня 1959 року. Місце проведення - Одеса, Центральний стадіон Чорноморського морського паропластва (ЧМП). Тоді в Одесі відбулося відразу 4 гонки: 24, 25, 28 та 29 квітня 1959 року, у яких визначилися кандидати до збірної СРСР для поїздки наших спортсменів у Чехословаччину на перші в історі радянського спідвею міжнародні гонки.
Через місяць - 24 травня 1959 року, у Рівному відкривається перший у Радянському союзі спеціалізований стадіон для проведення мотогонок по гаревій доріжці - мототрек. Цього дня тут відбулися перші змагання, правда на кросових мотоциклах.
Перші гонки на гаревих мотоциклах у Рівному пройшли 11-12 липня 1959 року, коли тут зустрілися найсильніші гонщики СРСР для визначення кандидатів до збірної СРСР для участі у перших міжнародних змаганнях у Рівному.
18-19 липня 1959 року на рівненському мототреку в особистій гонці стартували гонщики СРСР та Чехословаччини.
У 1960 році у Донецьку відбулася єдина гонка, проте цей вид спорту у шахтарському місті прописався значно пізніше - у 1970 році.
Перші змагання у Львові на стадіоні СКА відбулися у 1961 році.
У 1963 році пройшли перші змагання у Червонограді, Чернівцях, Коломиї, Дубровиці та Рафалівці (обидва - Рівненська область).
У 1965 році до спідвею долучилася Кадіївка (тепер - Стаханов, Луганська область).
В Україні спідвеєм на професіональному рівні займаються у трьох містах: Рівному, Львові та Червонограді. У 2011 році після більш як двадцятирічної паузи змагання зі спідвею були проведені у Вознесенську. У 2012 році місто також не залишилося осторонь спідвейного життя, тут пройшов Кубок України.
У 2009 році створено Українську спідвейну лігу (УЛС), до якої увійшли «Шахтар» (Червоноград), «СКА-Спідвей» (Львів), СК «Трофімов» і «Каскад» (обидва — Рівне). У сезоні 2010 до ліги також ввійшла російська команда «Турбіна» (Балаково, Саратовська область). У 2011 році перегони в рамках УЛС було призупинено, і не відновлено до сьогодні.